# The German
The German ist eine israelisch-amerikanische Fernsehserie.

## Handlung
Uri und Anna trafen sich unmittelbar nach dem Zweiten Weltkrieg – ein Mann und eine Frau, die alles verloren hatten. Trotz der erlittenen Traumata verliebten sie sich ineinander. 25 Jahre später sind Uri und Anna noch immer verliebt. In einem Kibbuz nahe dem See Genezareth haben sie ein Zuhause aufgebaut, eine Familie gegründet und alles getan, um ihre Vergangenheit als Holocaust-Überlebende zu verdrängen. Doch als der Mossad Uri für eine gefährliche Mission in Deutschland rekrutiert, um den geflohenen NS-Kriegsverbrecher Mengele aufzuspüren, kehren die Erinnerungen zurück – Risse entstehen in ihrer scheinbar perfekten Beziehung, und in Anna wächst ein schrecklicher Verdacht.

## Hintergrund
Die Premiere erfolgte auf dem Filmfestival Serie Mania in Lille am 23. März 2025.